# Емерентія Краків
Емерентія Повелсдоттер Краків, уроджена Паулі (швед. Emerentia Påvelsdotter Krakow; померла 1648) — шведська героїня, захисниця фортеці Ґульберг під Гетеборгом проти датчан під час шведсько-данської Кальмарської війни 1612 року.

## Біографія
Емерентія була донькою священика Паула Паулі (1530—1617), який пізніше став єпископом у Скарі. Ім'я матері було Катарина Монсдоттер, але вона померла того ж року, коли народилася Емерентія (можливо, під час пологів). Батько одружився вдруге на Брітті Торчілдсдоттер (1550 — близько 1622). У 1604 році Емерентія вийшла заміж за коменданта фортеці Гульберг Мартена Кракова, який втратив одну ногу під час війни в Ліфляндії. У подружжя народилося п'ятеро дітей — троє синів і дві дочки.

27 січня 1612 року фортеця була атакована Данією під час Кальмарської війни. Отримавши поранення в ногу, Мартен Краків залишив оборону фортеці своїй дружині.
Вона успішно відбила п'ять атак протягом шести годин. Використовуючи так звані стріли-пастки або товсті колоди проти ворога, коли вони піднімали драбини до стіни, тим самим розчавлюючи і драбини, і датчан. Коли вороги спробували пройти через склепіння воріт, вона за допомогою солдатських дружин забарикадувала їх, зарядила кілька гармат поламаними підковами та іншим залізним брухтом і обстріляли ворота. Нарешті вона наказала зварити луг і облити ворога з валу.

Її чоловіка було підвищено до губернатора Ваксгольма в 1612 році, а коли він пішов у відставку в 1613 році, було зазначено, що він отримав пенсію на знак визнання його та його дружини за хоробрість у захисті країни.
Емерентія овдовіла в 1616 році. Наступного року вона відвідала замок Єнчепінг, щоб попросити Густава II Адольфа зберегти її маєтки. Щоб фінансувати всі війни, влада повернула собі кілька маєтків, але король написав сертифікат, що їй дозволено утримувати решту маєтку до її смерті.
Емерентія померла у 1648 році. Похована в Гетеборзькому соборі під підлогою церкви, біля південної збройової палати. Однак могила були знищена під час великої пожежі на початку 1800-х років і згодом відновлена.